# Ykkösliigacup 2024
La Ykkösliigacup 2024 è la 1ª edizione di questo torneo, che si disputerà tra gennaio e marzo 2024. La competizione è iniziata il 27 gennaio 2024 e si è conclusa con la finale il 6 aprile dello stesso anno.

## Formula
La competizione è composta da una fase a due gironi composti da cinque squadre ciascuno, che si sfidano una sola volta. Le prime due classificate accedono alla fase finale, composte da semifinali secche, le cui vincenti si affrontano in una finale unica.

## Squadre
Parteciperanno alla Ykkösliigacup le dieci squadre iscritte alla Ykkösliiga 2024:
- Jaro
- JIPPO
- JäPS
- KTP
- KäPa

- MP
- PK-35 Vantaa
- SalPa
- SJK Akatemia
- TPS

## Fase a gironi

### Girone A
| Pos. | Squadra      | Pt | G | V | N | P | GF | GS | DR  |
| ---- | ------------ | -- | - | - | - | - | -- | -- | --- |
| 1.   | Jaro         | 12 | 4 | 4 | 0 | 0 | 12 | 1  | +11 |
| 2.   | SJK Akatemia | 5  | 4 | 1 | 2 | 1 | 4  | 4  | 0   |
| 3.   | TPS          | 5  | 4 | 1 | 2 | 1 | 4  | 6  | -2  |
| 4.   | SalPa        | 4  | 4 | 1 | 1 | 2 | 4  | 6  | -2  |
| 5.   | KäPa         | 1  | 4 | 0 | 1 | 3 | 3  | 10 | -7  |

|              | JAR | KÄP | SAL | SJK | TPS |
| Jaro         |     | 4-0 | 3-0 |     |     |
| KäPa         |     |     | 0-2 | 1-1 |     |
| SalPa        |     |     |     | 1-2 | 1-1 |
| SJK Akatemia | 1-2 |     |     |     | 0-0 |
| TPS          | 0-3 | 3-2 |     |     |     |

### Girone B
| Pos. | Squadra      | Pt | G | V | N | P | GF | GS | DR |
| ---- | ------------ | -- | - | - | - | - | -- | -- | -- |
| 1.   | PK-35 Vantaa | 9  | 4 | 3 | 0 | 1 | 9  | 7  | +2 |
| 2.   | JäPS         | 5  | 4 | 1 | 2 | 1 | 9  | 7  | +2 |
| 3.   | JIPPO        | 5  | 4 | 1 | 2 | 1 | 5  | 4  | +1 |
| 4.   | KTP          | 5  | 4 | 1 | 2 | 1 | 9  | 7  | +2 |
| 5.   | MP           | 3  | 4 | 1 | 0 | 3 | 5  | 12 | -7 |

|       | JÄP | JIP | KTP | MPA | PKV |
| JäPS  |     |     | 1-1 | 4-1 |     |
| JIPPO | 2-2 |     |     |     | 0-1 |
| KTP   |     | 1-1 |     |     | 2-4 |
| MP    |     | 0-2 | 1-5 |     |     |
| PK-35 | 3-2 |     |     | 1-3 |     |

## Fase finale

### Semifinali
| Squadra 1     | Risultato | Squadra 2    |
| ------------- | --------- | ------------ |
| 23 marzo 2024 |           |              |
| PK-35 Vantaa  | 1 - 2     | SJK Akatemia |
| Jaro          | 4 - 0     | JäPS         |

### Finale
| Arbitro: | Juho Nieminen |

|               |           |  |
| Vidjeskog 23’ | Marcatori |  |